# Associazione Calcio Vicenza 1951-1952
Questa voce raccoglie le informazioni riguardanti l'Associazione Calcio Vicenza nelle competizioni ufficiali della stagione 1951-1952.

## Rosa
| N. |                   | Ruolo | Calciatore          |
| -- | ----------------- | ----- | ------------------- |
|    | Italia (bandiera) | D     | Mario Caciagli      |
|    | Italia (bandiera) | C     | Rudi Abele Compiani |
|    | Italia (bandiera) | C     | Edoardo Dal Pos     |
|    | Italia (bandiera) | C     | Giovanni Fabris     |
|    | Italia (bandiera) | D     | Giuseppe Formica    |
|    | Italia (bandiera) | D     | Attilio Gelli       |
|    | Italia (bandiera) | A     | Dino Gozzi          |
|    | Italia (bandiera) | C     | Guido Gratton       |
|    | Italia (bandiera) | C     | Roberto Lerici      |

| N. |                   | Ruolo | Calciatore            |
| -- | ----------------- | ----- | --------------------- |
|    | Italia (bandiera) | A     | Alberto Marchetti     |
|    | Italia (bandiera) | A     | Giuseppe Marchetto    |
|    | Italia (bandiera) | C     | Giulio Masetto        |
|    | Italia (bandiera) | A     | Elio Onorato          |
|    | Italia (bandiera) | C     | Carmine Renzulli      |
|    | Italia (bandiera) | C     | Mario Rodella         |
|    | Italia (bandiera) | C     | Alfonso Santagiuliana |
|    | Italia (bandiera) | P     | Enzo Sartori          |
|    | Italia (bandiera) | A     | Piero Suppi           |

## Risultati

### Campionato

#### Girone di andata
| 9 settembre 1951 1ª giornata | Vicenza | 2 – 0 | Modena |  |

| 16 settembre 1951 2ª giornata | Vicenza | 1 – 1 | Roma |  |

| 7 ottobre 1979 3ª giornata | Venezia | 0 – 0 | L.R. Vicenza |  |

| 11 marzo 4ª giornata | Fanfulla | 1 – 1 | L.R. Vicenza |  |

| 7 ottobre 1951 5ª giornata | Vicenza | 0 – 0 | Monza |  |

| 14 ottobre 1951 6ª giornata | Vicenza | 5 – 2 | Verona |  |

| 21 ottobre 1951 7ª giornata | Messina | 1 – 0 | Vicenza |  |

| 7 settembre 1997 8ª giornata | Siracusa | 2 – 2 | Vicenza |  |

| 4 novembre 1951 9ª giornata | Vicenza | 5 – 2 | Treviso |  |

| 18 novembre 1951 10ª giornata | Vicenza | 2 – 1 | Reggiana |  |

| 2 dicembre 1951 11ª giornata | Livorno | 2 – 0 | Vicenza |  |

| 20 gennaio 1952 12ª giornata | Catania | 2 – 1 | Vicenza |  |

| 16 dicembre 1951 13ª giornata | Vicenza | 2 – 1 | Marzotto Valdagno |  |

| 14 dicembre 14ª giornata | Genoa | 2 – 0 | L.R. Vicenza |  |

| 30 dicembre 1951 15ª giornata | Piombino | 2 – 1 | Vicenza |  |

| 6 gennaio 1952 16ª giornata | Vicenza | 3 – 0 | Pisa |  |

| 21 dicembre 1947 17ª giornata | Vicenza | 0 – 2 | Brescia |  |

| 17 novembre 18ª giornata | Stabia | 0 – 2 | L.R. Vicenza |  |

| 21 settembre 1958 19ª giornata | Salernitana | 2 – 2 | L.R. Vicenza |  |

#### Girone di ritorno
| 3 febbraio 1952 20ª giornata | Modena | 0 – 2 | Vicenza |  |

| 10 febbraio 1952 21ª giornata | Roma | 1 – 0 | Vicenza |  |

| 17 febbraio 1952 22ª giornata | Vicenza | 2 – 0 | Venezia |  |

| 2 marzo 1952 23ª giornata | Vicenza | 0 – 0 | Fanfulla |  |

| 9 marzo 1952 24ª giornata | Monza | 1 – 0 | Vicenza |  |

| 16 marzo 1952 25ª giornata | Verona | 1 – 0 | Vicenza |  |

| 23 marzo 1952 26ª giornata | Vicenza | 0 – 0 | Messina |  |

| 30 marzo 1952 27ª giornata | Vicenza | 1 – 2 | Siracusa |  |

| 6 aprile 1952 28ª giornata | Treviso | 1 – 1 | Vicenza |  |

| 13 aprile 1952 29ª giornata | Reggiana | 0 – 1 | Vicenza |  |

| 20 aprile 1952 30ª giornata | Vicenza | 0 – 1 | Livorno |  |

| 27 aprile 1952 31ª giornata | Vicenza | 1 – 3 | Catania |  |

| 4 maggio 1952 32ª giornata | Marzotto Valdagno | 2 – 3 | Vicenza |  |

| 11 maggio 1952 33ª giornata | Vicenza | 3 – 1 | Genoa |  |

| 25 maggio 1952 34ª giornata | Vicenza | 1 – 1 | Piombino |  |

| 1º giugno 1952 35ª giornata | Pisa | 0 – 0 | Vicenza |  |

| 8 giugno 1952 36ª giornata | Brescia | 1 – 0 | Vicenza |  |

| 15 giugno 1952 37ª giornata | Vicenza | 2 – 0 | Stabia |  |

| 22 giugno 1952 38ª giornata | Vicenza | 1 – 1 | Salernitana |  |

## Statistiche

### Statistiche di squadra
| Competizione | Punti | In casa | In casa | In casa | In casa | In casa | In casa | In trasferta | In trasferta | In trasferta | In trasferta | In trasferta | In trasferta | Totale | Totale | Totale | Totale | Totale | Totale | DR |
| Competizione | Punti | G       | V       | N       | P       | Gf      | Gs      | G            | V            | N            | P            | Gf           | Gs           | G      | V      | N      | P      | Gf     | Gs     | DR |
| ------------ | ----- | ------- | ------- | ------- | ------- | ------- | ------- | ------------ | ------------ | ------------ | ------------ | ------------ | ------------ | ------ | ------ | ------ | ------ | ------ | ------ | -- |
| Serie B      | 38    | 19      | 9       | 6       | 4       | 31      | 18      | 19           | 4            | 6            | 9            | 16           | 22           | 38     | 13     | 12     | 13     | 47     | 40     | +7 |

### Statistiche dei giocatori
| Giocatore        | Serie B  | Serie B |
| Giocatore        | Presenze | Reti    |
| ---------------- | -------- | ------- |
| M. Caciagli      | 37       | 2       |
| R. Compiani      | 14       | 1       |
| E. Dal Pos       | 35       | 1       |
| G. Fabris        | 12       | 3       |
| G. Formica       | 29       | 0       |
| A. Gelli         | 13       | 0       |
| D. Gozzi         | 25       | 0       |
| G. Gratton       | 37       | 7       |
| R. Lerici        | 30       | 9       |
| A. Marchetti     | 28       | 4       |
| G. Marchetto     | 23       | 3       |
| G. Masetto       | 8        | 1       |
| E. Onorato       | 29       | 7       |
| C. Renzulli      | 10       | 1       |
| M. Rodella       | 11       | 0       |
| A. Santagiuliana | 23       | 0       |
| E. Sartori       | 37       | -40     |
| P. Suppi         | 6        | 1       |